# Adobe Premiere
Adobe Premiere [əˌdoʊbiː pʁiˈmɪɹ] ist eine kommerzielle Videoschnittsoftware des Unternehmens Adobe Inc.
Wie bei Videoschnittsoftware üblich, arbeitet Premiere nonlinear, d. h., es muss nicht chronologisch gearbeitet werden. Die Bearbeitungen und Änderungen sind weiterhin non-destructive (nichtlöschend), können also jederzeit rückgängig gemacht werden, während die Originaldaten erhalten bleiben.
Weitere Eigenschaften des Programms sind umfangreiche Werkzeuge für das Schneiden von Videoclips und ein Generator für Schrifttitel. Premiere verwendet eine ähnliche Benutzeroberfläche wie andere Programme des Herstellers, etwa Photoshop; so können sich Nutzer, die bereits mit anderen Adobe-Programmen vertraut sind, schneller einarbeiten.
Die Software unterstützt im Zuge der Entwicklung diverser Versionen bis zu 45 Videoformate bzw. Containerformate, inklusive DV in PAL oder NTSC sowie High Definition Video. Die Verbesserungen brachten es mit sich, beim High Efficiency Video Coding (HEVC/H.265) Auflösungen bis zu 8192 × 4320 zu ermöglichen.

## Versionsgeschichte ohne Creative Suite

### Premiere 1.0
Premiere 1.0 erschien im Dezember 1991 für Macintosh, für Windows im September 1993 und begann als Nischenprodukt, da normale Heimcomputer mit dem Abspielen von Videos (selbst in geringer Auflösung) überfordert waren. Erst ab 1995 mit Verbreitung des Intel Pentium, Arbeitsspeicher ab 16 MB und Festplatten mit mehreren Gigabyte Kapazität und ausreichender Datentransferrate wurde Videobearbeitung mit VHS- bzw. später auch S-VHS-Qualität mit einem PC möglich.
Premiere wurde in dieser Zeit sowohl als Vollversion als auch in einer stark eingeschränkten Light-Version (Premiere LE) im Bundle mit Videodigitalisierungskarten verkauft. Hier war ein preisgünstiges Upgrade auf die Vollversion möglich. So kam es zu der Situation, dass die LE-Version mit der Einbaukarte zusammen mit dem Upgrade billiger war als die einzeln zu kaufende Vollversion ohne Karte.
Die Version 1.2 kam im Februar 1994 auf den Markt.

### Premiere 4.0
Ab Juli 1994 wurde die Version 4 für den Macintosh (später „Mac“) verkauft, die Windows-Version 4.0 ab Dezember 1994 (später 4.2 ab April 1996), die im Amateur- bzw. Multimediabereich nahezu monopolartig verbreitet war. Diese Version zeichnete sich durch außergewöhnlich hohe Stabilität aus. Sie blieb bis 1998 unverändert. Zu diesem Zeitpunkt war sie völlig veraltet und an neue Entwicklungen wie DV-Kameras, CD-Brenner und Internet nicht angepasst. Ein neueres Konkurrenzprodukt des taiwanischen Unternehmens Ulead, Media Studio Pro 5.0, mit einfacherer Bedienung und besseren Effekten, aber auch mit modernerem Oberflächendesign nahm Premiere erhebliche Marktanteile ab.

### Premiere 5.0
Adobe sah sich gezwungen, in großer Eile eine neue Version zu programmieren, um sie noch auf der CeBIT 1998 vorstellen zu können. Auf den Markt kamen die Versionen für Mac und Windows im Mai 1998. Premiere 5.0 lief deshalb so extrem instabil, dass eine kontinuierliche Arbeit mit dem Programm unmöglich war. Im Abstand weniger Wochen wurden drei Updates herausgebracht, erst durch das dritte war eine zumindest ausreichende Absturzsicherheit erreicht. Das Renommee Adobes als Softwarehersteller war allerdings zu diesem Zeitpunkt erheblich beschädigt. Obwohl in der Folgezeit der Quellcode bei weiteren Versionen laut Adobe komplett neu programmiert wurde, blieb Premiere immer noch vergleichsweise instabil. Die Version 5.1 erschien für beide OS im Oktober 1998. Diese Probleme erschwerten lange Zeit auch den Einstieg in das neu aufgesetzte Premiere Pro.

### Premiere 6.0
Diese Version wurde für Windows und Mac zeitgleich im Januar 2001 präsentiert.

### Premiere 6.5
Da mit besseren Heimcomputern und der Verbreitung von DV-Kameras die Videobearbeitung am Computer unkomplizierter wurde, hatte sich Premiere ab August 2002 mit dieser Version für Windows und Mac mit zunehmender Konkurrenz auseinanderzusetzen, zumal das ab jenem Zeitpunkt erhältliche Premiere 6.5 noch keine Möglichkeit bot, DV-Filme im RAW-Format (uncompressed video) direkt von einem Camcorder in Premiere zu importieren, danach zu bearbeiten und anschließend in das für DVDs gängige MPEG-2-Format zu konvertieren. Für Letzteres waren Plugins von Fremdherstellern notwendig. Des Weiteren fehlte der Version 6.5 noch die Möglichkeit, die Filme im YCbCr-Farbmodell zu bearbeiten.
Adobe richtete das Programm weg vom Billigsegment hin zum Einsatz im Multimediabereich und bei kleineren Videoproduzenten aus.

## Versionsgeschichte mit Creative Suite
Der Zusatz „CS“ steht für Creative Suite und beschreibt ein von Adobe zusammengestelltes Paket verschiedener, eigener Programme. Da Premiere Pro bis zur Creative Suite 3 nie Bestandteil eines solchen Paketes war, stehen die Bezeichnungen CS1 und CS2 nur in Klammern um eine zeitliche Einordnung zu anderen Adobeprogrammen herzustellen.

### (Premiere 7.0) / Premiere Pro 1.0 / (CS1)
Um diesen Anspruch im Marketing zu unterstreichen, wurde Premiere ab 21. August 2003 ab der Version 7.0 in Premiere Pro 1.0 umbenannt, Premiere Pro CS3 entspricht also Version 9.0, wird aber intern als Pro 3.0 geführt (Premiere 1.0 bis 6.5, Premiere Pro 1.0, 1.5, 2.0, 3.0).

### (Premiere 7.5) / Premiere Pro 1.5 / (CS1)
Einige Updates, wie etwa HDV Schnitt, wurden im April 2004 eingeführt.

### (Premiere 8.0) / Premiere Pro 2.0 / (CS2)
In der professionellen Film- und Fernsehproduktion nimmt die Verbreitung von Adobe Premiere Pro ab der Version 1.5 und vor allem ab der Version Premiere Pro 2.0 seit dem Jahr 2005 zu.

### (Premiere 9.0) / Premiere Pro 3.0 / CS3
Für eine ausreichende Arbeitsgeschwindigkeit mit der Version CS3, welches 2007 auf den Markt kam, empfiehlt sich ein Computer mit Dual-Core-Prozessor und mindestens 1 GB Arbeitsspeicher für kleinere DV-Schnittprojekte, beim HDV-Schnitt sollten es zwei bis vier GB RAM sein, damit ein flüssiges Arbeiten möglich ist und nicht zu viele Daten auf die Festplatten ausgelagert werden müssen. Ein QuadCore-Prozessor mit vier Prozessorkernen erhöht vor allem die Rendergeschwindigkeit.
Je nach verwendetem Ausgabecodec werden auch mehr als vier Prozessorkerne verwendet, was die Renderzeit weiter reduziert. (Z. B. Acht-Kern-Workstationsysteme basierend auf 2 × Quad Core Xeon (Mac Pro, Dell Precision etc.))
Nach Apples Veröffentlichung der eigenen Filmschnittsoftware Final Cut Pro hatte Adobe die Entwicklung von Premiere für macOS (damals „Mac OS X“) für vier Jahre eingestellt, doch ab Version CS3 ist auch eine Mac-Version verfügbar.
Mit dem Update auf die Version CS 3.1.0 ist es dann auch möglich, in Premiere Pro DVCPROHD- und DVCPRO50-Projekte zu bearbeiten.
DVCPRO50 bietet als Presets: 480 (24p Standard, 24p Widescreen, NTSC Standard, NTSC Widescreen), 576 (PAL Standard, PAL Widescreen)
PVCPROHD bietet als Presets: 1080 (24p, 50i, 60i), 720 (24p, 50p, 60p)
Durch Versionsupdate CS 3.1.1 wurden speziell für die Apple-User Probleme mit Mac OS X Leopard (Version 10.5 von macOS) behoben.
Das aktuelle Update CS 3.2 verbessert die Verarbeitung von MPEG Streams (z. B. bei HDV, drop outs werden nun beim Import direkt von Premiere erkannt und markiert, vor dem Update erstellte Projekte müssen neu indexiert werden). Die XDCAM-Kameraserie von Sony wird nun unterstützt.

### (Premiere 10.0) / Premiere CS4
Wie bereits in der Vorgängerversion liegen Premiere CS4 (ab dem Jahr 2008) die Software Encore und OnLocation, jeweils in der Version CS4, bei. Die Neuerungen fielen jedoch gering aus. Das Bemerkenswerte ist die Unterstützung des bandlosen Formates AVCHD. Des Weiteren fällt, neben der leicht veränderten Oberfläche, der Media-Browser auf. Mit diesem lassen sich die Laufwerke, ähnlich einem Explorer, direkt durchsuchen und Dateien ins Projekt- oder Schnittfenster importieren.
Weitere Neuerungen sind die automatische Spracherkennung. Mit dieser ist es möglich, Audiomaterial zu analysieren, wobei Premiere Text-Metadaten erstellt, welche sich durchsuchen lassen. So wirbt Premiere mit durchgängig metadatenbasiertem Workflow. Damit sei es schon nach der Aufnahme mit OnLocation möglich, die Clips mit Metadaten zu versehen. Diese lassen sich ebenso beim Schnitt nach bestimmten Kriterien durchsuchen und man kann sie beim Export dem Empfänger mitsenden. Weiterhin ist der Workflow unter den Adobe-Programmen, wie Photoshop, After Effects oder Encore, durch Dynamic Link verbessert worden. Verbessert wurde auch der Medienexport mit dem Adobe Media Encoder. Dieser kann nun auch im Hintergrund rendern.
Die Ausgabe kann durch Device Central auf viele tragbare Geräte, wie Smartphone oder PDA erfolgen oder als Flash ausgegeben und in Webseiten implementiert werden. Ebenso ist ein Export nach Encore und das Brennen als DVD möglich.
Mit dem am 20. November 2008 erschienenen Update 4.0.1 ist es möglich, Projektfiles aus Final Cut Pro, Digidesign Pro Tools sowie Avid zu importieren. Dadurch wird auch der Im- und Export von OMF und AAF Dateien ermöglicht.
Nach dem Update auf 4.2.1 ist auch ein Import von VOB-Dateien direkt von DVDs möglich.
Die Version CS4 wird von den Microsoft Betriebssystemen Windows XP (32-Bit-Version) und Vista (32-Bit- und 64-Bit-Versionen), als auch von Mac OS X ab der Version 10.4.11 bis 10.5.4 unterstützt. Es empfiehlt sich ein Dual-Core-Prozessor, 2 Gigabyte Arbeitsspeicher und mindestens 10 Gigabyte freier Festplattenspeicher.

### (Premiere 11.0) / Premiere Pro CS5
Für die Version CS5 hat Adobe 2010 die neuprogrammierte Mercury-Engine für das Rendering eingebaut. Diese schafft besonders in Verbindung mit Mehrkernprozessoren und einer CUDA-fähigen Nvidia-Grafikkarte enorme Geschwindigkeitsvorteile. Ab Version CS5 läuft Premiere Pro nur noch mit einem 64-Bit-Betriebssystem. Eine Version CS5.5 erschien im Jahr 2011.

### (Premiere 12.0) / Premiere Pro CS6
Für die Version CS6 wurde 2012 die Benutzeroberfläche verbessert, indem zum Beispiel die Buttons in den Monitorfenstern einzeln ein- und ausgeblendet werden können. Die Verkrümmungsstabilisierung zur Stabilisierung verwackelter Aufnahmen sowie das Prinzip der Einstellungsebenen wurden aus After Effects übernommen und die Multi-Kamera-Funktion auf eine unbegrenzte Anzahl von Kameras erweitert. Unter macOS unterstützt die Mercury-Engine die GPU-Beschleunigung jetzt auch AMD-Grafikkarten ab der AMD-Radeon-HD-6000-Serie und neuer.

## Versionsgeschichte mit Creative Cloud

### Premiere Pro CC 2013
Die erste Premiere Version mit Creative Cloud Abonnement wurde am 17. Juni 2013 für die Betriebssysteme Windows und Mac vorgestellt und erhielt zahlreiche Verbesserungen der Videobearbeitung, Farbkorrektur, Renderingengine und eine verbesserte Performance. Es erschienen anschließend drei Updates für Premiere Pro CC 2013.

### Premiere Pro CC 2014
Premiere Pro CC 2014 wurde ein Jahr nach Veröffentlichung der 2013er Version veröffentlicht und enthielt neben Fehlerkorrekturen Live-Text-Vorlagen, Effekte für Masterclips, Typekit-Integration, Cloud-Speicherung, Unterstützung für neue Formate und weitere Verbesserungen. Es erschienen weitere zwei Updates.

### Premiere Pro CC 2015
Premiere Pro CC 2015 erschien am 15. Juni 2015. Es enthält neben den üblichen Fehlerkorrekturen eine „Morph-Schnitt“ genannte Funktion, mit welcher es möglich ist, Jump Cuts durch das Tracken von Gesichtern und Interpolation von Frames, zu vermeiden und nahtlose Übergänge zu ermöglichen. Des Weiteren werden weitere Formate unterstützt, Adobe Stock für das Auffinden von Grafik wurde implementiert und die Touchscreen-Unterstützung wurde verbessert. Neben dem einfacheren Hinzufügen von Untertiteln und der automatischen Anpassung der Videolänge, enthält das Update noch weitere Verbesserungen.

### Premiere Pro CC 2017
Premiere Pro CC 2017 ist seit Ende 2016 erhältlich.

### Premiere Pro CC 2018
Premiere Pro CC 2018 ist seit dem 18. Oktober 2017 erhältlich.

### Premiere Pro CC 2019
Premiere Pro CC 2019 (13.0) ist eine der beiden Versionen des Programms und seit dem 15. Oktober bzw. 2. November 2018 in englischer bzw. in deutscher Fassung erhältlich; Premiere Pro CC 2019 (13.1) erschien im April 2019.

### Premiere Pro CC 2020
Premiere Pro CC 2020 (14.0) wurde mit der Neuerung von Auto reframe im November 2019 als derzeit aktuelle Version mit Codenamen Labyrinth vorgestellt.

## Premiere Elements und Premiere Rush
Seit September 2004 veröffentlicht Adobe das Videoschnittprogramm Adobe Premiere Elements, das sich zwar an Premiere Pro orientiert, allerdings weniger Funktionen sowie eine einsteigerfreundliche Nutzeroberfläche bietet und sich damit auf den Heimanwenderbereich konzentriert. Im Oktober 2018 veröffentlichte Adobe das Videoschnittprogramm Premiere Rush, das Funktionen aus Adobe Premiere Pro, Adobe After Effects und Adobe Audition vereint und einsteigerfreundlicher sowie günstiger als die Stammprogramme sein soll und sich somit ebenfalls an Heimanwender richtet.

## Alternativen
Reihenfolge von Alternativen ausschließlich unter alphabetischem Aspekt und ohne Anspruch auf Vollständigkeit:
- Cinelerra-GG Infinity (Linux, Open Source)
- DaVinci Resolve von Blackmagic Design
- Edius von Grass Valley (Technicolor)
- Final Cut Pro von Apple
- Hitfilm von FxHome
- Lightworks von Editshare
- Media Composer von Avid
- Media100 Suite von Boris FX
- Pinnacle Studio von Pinnacle Systems
- Smoke von Autodesk
- Vegas Pro von Magix Software
- Video Deluxe von Magix
- VideoStudio Pro und Ultimate von Corel